# Tarso (anatomía)
El tarso es la parte posterior del pie situada entre los huesos de la pierna y los metatarsianos; comprende siete huesos, llamados en conjunto tarsianos, dispuestos en dos hileras, astrágalo y calcáneo en la primera, y escafoides (ahora llamado navicular), cuboides y las tres cuñas, en la segunda. Se comprende al tarso como una parte del pie, dando así seguimiento a las partes externas a él.